# Кричанка
Кричанка, Коричанка — річка в Україні, у Коростишівському районі Житомирської області. Права притока Тетерева (басейн Дніпра).

## Опис
Довжина 11 км, похил річки — 3,4 м/км. Площа басейну 39 км².

## Розташування
Бере початок у Машині. Тече переважно на північний захід через Шахворостівку і в передмісті Коростишіва впадає у річку Тетерів, праву притоку Дніпра.